# Quaid-e-Azam Solar Park
Quaid-e-Azam Solar Park é uma central solar em Baaualpur, Punjabe, no Paquistão, assim designada em homenagem a Quaid-e-Azam, fundador do Paquistão. Completada em finais de 2016, tem capacidade para gerar 1000 MW.
Os primeiros 100 MW foram contratados em maio de 2015, e completados pela Tebian Electric Apparatus, subsidiária da Xinjiang SunOasis. A restante capacidade de 900 MW será instalada pela Zonergy sob o corredor económico China–Paquistão. As emissões de carbono são previstas ser menos 90750 toneladas a menos que as que seriam produzidas por fontes de combustíveis fósseis para gerar os memsmos 1000 MW de eletricidade. Mais 300 MW foram ligados em junho de 2016.
Tem previsto ampliar a sua capacidade até os 1500 MWp.